# Municipio de Lafayette (condado de Lonoke)
El municipio de Lafayette (en inglés: Lafayette Township) es un municipio ubicado en el condado de Lonoke en el estado estadounidense de Arkansas. En el año 2010 tenía una población de 308 habitantes y una densidad poblacional de 6,26 personas por km².

## Geografía
El municipio de Lafayette se encuentra ubicado en las coordenadas 34°36′51″N 91°59′37″O / 34.61417, -91.99361. Según la Oficina del Censo de los Estados Unidos, el municipio tiene una superficie total de 49.21 km², de la cual 46,33 km² corresponden a tierra firme y (5,86 %) 2,89 km² es agua.

## Demografía
Según el censo de 2010, había 308 personas residiendo en el municipio de Lafayette. La densidad de población era de 6,26 hab./km². De los 308 habitantes, el municipio de Lafayette estaba compuesto por el 77,92 % blancos, el 15,91 % eran afroamericanos, el 4,87 % eran de otras razas y el 1,3 % eran de una mezcla de razas. Del total de la población el 5,84 % eran hispanos o latinos de cualquier raza.